# Ferdinand Venetz

Ferdinand Venetz

Ferdinand Maria Nikolaus Venetz (* 1764; † 1822) war ein Schweizer Militärführer.
Als Offizier in französischen Diensten wurde er 1792 von Ludwig XVIII. und Karl X. zum Grafen ernannt. 1798 und in der Schlacht am Pfynwald von 1799 war er Kommandant des Oberwalliser Aufstands gegen Napoléon Bonaparte und war später Sekretär oder Gemeindeschreiber in Gampel.